# (400233) 2007 FY15
(400233) 2007 FY15 es un asteroide perteneciente al cinturón de asteroides, descubierto el 19 de marzo de 2007 por el equipo del Catalina Sky Survey desde el Catalina Sky Survey, Arizona, Estados Unidos.

## Designación y nombre
Designado provisionalmente como 2007 FY15.

## Características orbitales
2007 FY15 está situado a una distancia media del Sol de 2,175 ua, pudiendo alejarse hasta 2,322 ua y acercarse hasta 2,029 ua. Su excentricidad es 0,067 y la inclinación orbital 4,457 grados. Emplea 1172,17 días en completar una órbita alrededor del Sol.

## Características físicas
La magnitud absoluta de 2007 FY15 es 17,7.